# Alsophila aceraria
Alsophila aceraria är en fjärilsart som beskrevs av Ignaz Schiffermüller 1775. Alsophila aceraria ingår i släktet Alsophila och familjen mätare. Inga underarter finns listade i Catalogue of Life.